# Adapantus transmarinus
Adapantus transmarinus är en insektsart som först beskrevs av Krauss 1890.  Adapantus transmarinus ingår i släktet Adapantus och familjen vårtbitare. Inga underarter finns listade i Catalogue of Life.